# Heinrich von Wolffersdorff
Alban Heinrich von Wolffersdorff (* 25. Mai 1905 in Leipzig; † 1. Januar 1966 in Glauchau) war ein deutscher Augenarzt und Gründer der Augenklinik in Glauchau.

## Leben und Wirken
Heinrich entstammte der Familie von Wolffersdorff, Linie Oberschindmaas, welche Ende des 18. Jh. ihren Grundbesitz verkaufte. Er war der Sohn des Crimmitschauers Konditoreibesitzers Heinrich Emil von Wolffersdorff (1868–1943) und dessen Ehefrau Bertha Schaar (1882–1952).
Aufgewachsen in Crimmitschau legte er sein Abitur am Gymnasium in Altenburg ab. Danach studierte er Medizin in Freiburg im Breisgau sowie Leipzig. 1931 wurde er mit der Arbeit Über die operative Therapie des Glaukoms an der Universitäts-Augenklinik Leipzig in den letzten 8 Jahren zum Dr. med. promoviert.
Nach Facharztausbildung in Neurologie/Psychiatrie und Augenheilkunde arbeitet er bis 1935 als Oberarzt unter Prof. Ernst Hertel in der Ophthalmologie. Im Anschluss ließ er sich in Glauchau nieder und gründete die Glauchauer Augenklinik.
Es folgten neben ärztlicher Tätigkeit auch wissenschaftliche Arbeiten – insbesondere zur „Glauchauer Augenkrankheit“, einer endemisch auftretenden Bindehautentzündung viralen Ursprungs durch luftverschmutzungsbedingte Schwefeldioxyd-(Vor)Schädigung der Hornhaut. Nach Habilitation und venia legendi 1958 folgte die Ernennung zum Professor der Universität Leipzig im Mai 1964; zwei Jahre vor seinem Tod.
Neben seinem Buch „Kerato-Conjunctivis epidemica: Epidemiologie, Ursache, Therapie, Prophylaxe“ von 1959 trug Prof. von Wolffersdorff auch maßgeblich zur operativen Therapie von Hornhauterkrankungen bei.
In Anerkennung seiner Leistungen benannte die Stadt Glauchau die damalige „Feldstraße“ 2003 zur „Heinrich-von-Wolffersdorff-Straße“ um.

## Familie
Am 23. Dezember 1932 heiratete er in Chemnitz seine erste Frau Hildegard Heidenreich (* 1909), von der er 1948 geschieden wurde. Am 20. Dezember 1948 heiratete er seine zweite Frau Jutta Walther (* 1923).
Kinder aus der ersten Ehe:
- Christian (* 1934) ⚭ 1953 Hanna Benzin (* 1935)
- Nikolaus (* 1936)
- Katharina (* 1941) ⚭ 1969 Jürgen Hoffmann

Sohn aus der zweiten Ehe:
- Peter (* 1951)

⚭ 1973 Annette Meister (* 1951), gesch. 1978
⚭ 1985 Rita Seiffer (* 1954)

## Genealogie
- Walter von Hueck, Klaus von Andrian-Werburg, Christoph Franke, u. a.: Genealogisches Handbuch der Adeligen Häuser. A (Uradel). 1996. Band XXIV, Band 111 der Gesamtreihe GHdA, Hrsg. Deutsches Adelsarchiv, C. A. Starke Verlag, Limburg (Lahn) 1996, ISBN 3-7980-0700-4, S. 522 f.